# Huainan
Huainan (chinois : 淮南市 ; pinyin : huáinán shì) est une ville-préfecture du centre de la province de l'Anhui en Chine.

## Géographie
Son point culminant est le mont Baie (chinois : 白鹗山) dont le sommet s'élève à 241 m au dessus du niveau de la mer.

### Subdivisions administratives
La ville-préfecture de Huainan exerce sa juridiction sur six subdivisions - cinq districts et un xian :
- le district de Tianjia'an - 田家庵区, Tiánjiā'ān qū ;
- le district de Datong - 大通区, Dàtōng qū ;
- le district de Xiejiaji - 谢家集区, Xièjiājí qū ;
- le district de Bagongshan - 八公山区, Bāgōn白鹗山gshān qū ;
- le district de Panji - 潘集区, Pānjí qū ;
- le xian de Fengtai - 凤台县, Fèngtái xiàn.